# Conclaaf van 1431
Het conclaaf van 1431 vond plaats van 2 tot 3 maart 1431 in Rome, en volgde op de dood van paus Martinus V op 20 februari 1431. Het conclaaf leidde tot de verkiezing van Gabriele Condulmer als paus Eugenius IV.

## Voorgeschiedenis
Martinus V was de eerste paus na het Westers Schisma die algemeen erkend werd als paus van Rome. Hoewel er tijdens zijn pontificaat nog twee tegenpausen actief waren (Clemens VIII en Benedictus XIV) was hun invloed zeer gering. Martinus’ pontificaat luidde de periode van het conciliarisme in, een beweging die meer macht aan de deelnemers van een kerkelijk concilie toekende en de macht van de paus en Romeinse Curie reduceerde. Ondanks de belofte tijdens het conclaaf van 1417 om op korte termijn een concilie bijeen te roepen, slaagde Martinus erin dit besluit voor zich uit te schuiven, waardoor hij zijn opvolger met de organisatie opzadelde.

## Conclaaf
Voor het conclaaf waren er 23 kardinalen nog in leven. Twee van hen waren in pectore benoemd door Martinus en zouden pas door de nieuwe paus erkend worden. De benoeming van kardinaal Domenico Capranica was weliswaar gepubliceerd, maar hij was nog niet toegetreden tot het College van Kardinalen. De Engelse kardinaal Philip Repington had in 1420 zijn ontslag aangeboden aan Martinus V en was daardoor niet meer kiesgerechtigd.
Van de 19 resterende kardinalen zouden er 6 niet afreizen naar Rome, waardoor het kiescollege uit 13 kardinalen bestond. Besloten werd om het conclaaf te houden in de sacristie van de basiliek Santa Maria sopra Minerva in Rome, omdat de veiligheid in het Vaticaan zelf niet gegarandeerd kon worden.
Op 2 maart 1431 begon de verkiezing en al na 1 dag werd kardinaal Gabriele Condulmer gekozen, die bij zijn aanvaarding de naam Eugenius IV aannam. Hij was de neef van de in 1415 afgetreden paus Gregorius XII. Op 11 maart 1431 vond de kroning plaats in de Sint-Pietersbasiliek en werd uitgevoerd door kardinaal-protodiaken Lucido de’ Conti.

## Nasleep
Hoewel Eugenius IV na zijn aantreden een concilie bijeenriep in Bazel conform de wens van kardinalen en wereldlijke leiders, stelde hij alles in het werk om te voorkomen dat de macht van de paus zou worden beperkt. Een van de tactieken daarbij was de verplaatsing van het concilie van Bazel naar Ferrara, een gebied dat binnen de invloedssfeer van de paus viel. Mede hierdoor riep Karel VI van Frankrijk in 1438 de Pragmatieke Sanctie uit, waardoor bijna de gehele Franse kerk onder het gezag van de Franse monarch kwam te vallen.
Een ander gevolg van de weigering van Eugenius om het concilie te Bazel te erkennen was de beoogde afzetting van de paus door de deelnemers aan het concilie en de verkiezing van de tegenpaus Felix V in 1439; zijn invloed was echter beperkt en hij zou in 1449 – twee jaar na de dood van Eugenius - aftreden.